# Die Abenteuer von André und Wally B.
Die Abenteuer von André und Wally B. (englischer Originaltitel The Adventures of André and Wally B.) ist der erste Kurzfilm der Pixar Animation Studios, die damals unter dem Namen The Graphics Group bekannt waren, und wurde erstmals 1984 aufgeführt. Der Film ist ein Computeranimationsfilm. Er handelt von einem menschenartigen Wesen, das den Namen André trägt, sowie der Biene Wally B. Beide finden in einem Wald zusammen.
Alvy Ray Smith führte bei dem zweiminütigen Streifen Regie und war für die Geschichte verantwortlich. Vermarktet wurde Die Abenteuer von André und Wally B. von Lucasfilm.

## Handlung
André, der in einem Wald lebt, wacht eines Morgens auf und erschrickt, da er von der Biene Wally B. heimgesucht wird. Diese greift André an die Nase, sodass diese wackelt. In der Folge lenkt André Wally B. ab und läuft grinsend in die entgegengesetzte Richtung weg.
Nachdem Wally B. den Schwindel bemerkt hat, verfolgt sie ihn und holt André ein. Daraufhin sieht der Zuschauer den Wald im Morgengrauen, hört im Hintergrund ein Aufeinanderprallen und anschließend den Aufschrei von André. In der Folge kommt Wally B. mit gebrochenem Stachel und grinsend zurückgeflogen, wobei André seinen Hut gegen die Biene wirft. Dieser prallt an Wally B. ab.

## Hintergrund
Bereits in den 1970er Jahren wurde von Pixars Filmemachern ein vollständiger Animationsfilm angestrebt. Allerdings war zu diesem Zeitpunkt die benötigte Software zur Realisierung noch nicht fortgeschritten genug. Aus diesem Grund nahmen sich die Mitarbeiter des Unternehmens vor, diese zu entwickeln.
Pixar gehörte zu dieser Zeit zu Lucasfilm und kümmerte sich um computerunterstützte Spezialeffekte. Die Abenteuer von André und Wally B. ist der erste eigenständige Kurzfilm von Pixar, und der erste Film, bei dem John Lasseter und Bill Reeves zusammenarbeiteten. Sie taten dies daraufhin auch bei weiteren Animationsfilmen. Der Film ist außerdem der erste computeranimierte Film mit einer Handlung, dessen Idee von Alvy Ray Smith, der auch offiziell dessen Regisseur war, stammt.
Der Kurzfilm wurde für die SIGGRAPH-Messe produziert. Diese zeigte dreidimensionale, durch Computer animierte Figuren und Bewegungen.
Die ursprüngliche Handlungsidee war, dass André, der ein Androide sein sollte, eines Morgens aufwacht, sich umdreht und sich über die schöne Landschaft erfreut, die sich vor ihm ausbreitet. Der Titel für diesen Film sollte My Breakfast with André (englisch für Mein Frühstück mit André) lauten. Dies wäre eine Anspielung auf den Film Mein Essen mit André gewesen. Für den letztlich umgesetzten Film blieb jedoch nur der Name des Protagonisten erhalten.
Lasseter, Animator des Films, wurde durch das Computerprogramm eingeschränkt, mit dem lediglich einfache geometrische Körper animiert werden konnten. Dabei bekam Lasseter für die Darstellung von Andrés Bauch Schwierigkeiten, da er für die stummen Bewegungen Andrés mehr Flexibilität benötigte. Daher lehnte er die Figur schließlich an Micky Maus an, die in ihrem ersten Zeichentrickfilmauftritt Steamboat Willie ebenfalls aus einfachen Formen bestand. Zudem wurde für Andrés Bauch ein neuer geometrischer Körper für das Programm entwickelt. Dieser wurde von Ed Catmull entworfen und wird wegen seines Aussehens als „Tränenform“ bezeichnet. Letztlich fand Lasseter das Optimum in einer wie ein Wasserballon aufgeblähten Version, die er als Andrés Rumpf verwendete. Dadurch entstand auch die Idee von der Biene Wally B., deren Füße eine ähnliche Form erhielten.
Bill Reeves war für den Hintergrund verantwortlich. Er entwickelte dazu das „Partikelsystem“, das es seither möglich macht, eine große Anzahl von Objekten einfach für den Hintergrund zu animieren.
Die Abenteuer von André und Wally B. gilt als die lebhafteste Computeranimation ihrer Zeit. Er war der erste Film, in dem computer-animierte Bewegungsunschärfe gezeigt wurde. Bei diesem Vorgang werden die Figuren, sobald sie sich in Bewegung versetzen, auf dem jeweiligen Bild verschwommen dargestellt. Dadurch sollte der Film auf den Zuschauer natürlicher wirken. Die Bewegungsunschärfe wurde zum Beispiel angewendet, wenn eine Figur von einer Seite zur anderen Seite des Bildschirms huscht oder wenn sich ein Arm um über 360 Grad dreht. Neben einem Cray X-MP kamen zehn VAX-11, die ein Teil des Projektes Athena waren, für das Rendering des Films zum Einsatz.

## Veröffentlichung
Die Abenteuer von André und Wally B. wurde am 25. Juli 1984 in Minneapolis zur SIGGRAPH uraufgeführt. Zu diesem Zeitpunkt war die Animation jedoch noch nicht fertig, sodass der vollständige Film erstmals am 17. August in Toronto zu sehen war.
1996 wurde Die Abenteuer von André und Wally B. im Rahmen der Tiny Toy Stories-Herausgabe, einer Videokassette mit Kurzfilmen von Pixar, zum ersten Mal für zu Hause veröffentlicht. 2007 erschien der Film auf Pixars komplette Kurzfilm Collection auf DVD und Blu-ray.